# Lenzerhorn
Il Lenzerhorn (2.906 m s.l.m. - anche Lenzer Horn) è una montagna delle Alpi Retiche occidentali (sottosezione Alpi del Plessur).

## Descrizione
Si trova in Svizzera, nel Canton Grigioni, tra i comuni di Albula e Lantsch. È la seconda cima più alta delle Alpi del Plessur, dopo l'Aroser Rothorn (2.980 m s.l.m.).